# Asaf Jah VIII.
Nizam ul-Mulk Fath Jang Barkat Ali Khan Mukkaram Jah Asaf Jah VIII. ( * 10. Juni 1933 in Nizza; † 15. Januar 2023 in Istanbul) war der Enkel des letzten amtierenden Nizam des indischen Fürstenstaats Hyderabad (aufgelöst 1956). Als solcher war er der Thronprätendent der Asafiden-Dynastie.

## Jugend

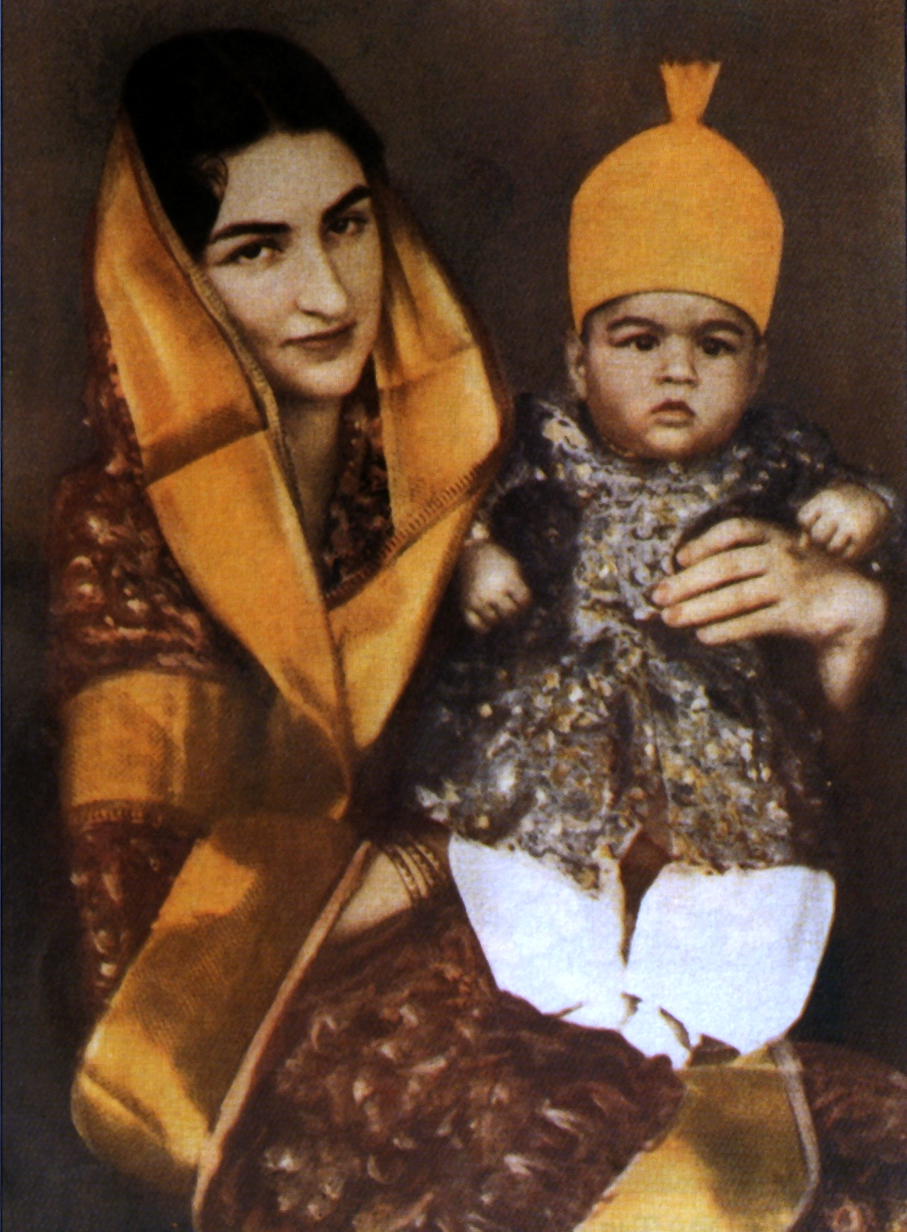
Erstes offizielles Photo mit seiner Mutter Dürrüşehvar Sultan

Die Mutter von Asaf Jah VIII., mit Rufnamen Mukkaram Jah, kehrte nach Nizza zurück, wo ihr Vater im Exil wohnte, um den Prinzen zu gebären. Sein Vater Walashan Nawab Sir Mir Himayat Ali Khan Azam Jah, Prinz von Berar (* 22. Februar 1907; † 9. Oktober 1970) und ältester Sohn von Asaf Jah VII. ehelichte am 12. November 1931 in Nizza die osmanische Prinzessin Dürrüşehvar Sultan († 7. Februar 2006 in London), 17-jährige Tochter von Abdülmecit II., dem letzten osmanischen Kalifen, in einer Doppelhochzeit, bei der sein jüngerer Bruder die Urenkelin des Murad V. heiratete. Durchgeführt wurde die Feier vom Schwiegervater selbst, der seit seiner Vertreibung durch Kemal Atatürk in Frankreich im Exil lebte.
Als Knabe lebte Mukkaram Jah in einer der zahlreichen Residenzen des Herrscherhauses, dem Cherian in den Banjara Hills, sofern er sich nicht im Bella Vista Palast seines Vaters aufhielt. Sein Großvater, zu diesem Zeitpunkt der reichste Mann der Welt, beschloss 1946, ihn – statt seines Vaters – zu seinem Nachfolger zu designieren. Dieser Beschluss wurde bei einem Durbar verkündet. Seine höhere Schulbildung erhielt er in England in Harrow (1948–52). Er besuchte die Universität von Cambridge, die London School of Economics und die Militärakademie von Sandhurst.

## Finanzen ab 1967
Asaf Jah VII. verlor nach der indischen Unabhängigkeit und seiner Absetzung etwa die Hälfte seines Vermögens, das teilweise aus Krediten an seinen Staat und Grundbesitz bestand, durch Enteignung und die Auflösung der Domänen (jagir und Sarf-i-kas).
Nach dem Tod seines Großvaters 1967 trat Asaf Jah VIII. ein Erbe an, dessen Finanzen sich in einem chaotischen Zustand befanden. Er hatte 14.718 Hofangestellte zu übernehmen, mit teilweise exotischen Stellenbeschreibungen: 28 Wasserträger, 38 Mann zum Abstauben der 19 riesigen Kristalllüster des Palasts, ein Mann zum Zerkleinern der Walnüsse seiner Hoheit. Dazu kamen 42 überlebende offizielle Konkubinen mit ihren etwa 100 Nachkommen. Ebenfalls unterhalten wurde ein Trupp von 3000 Leibwächtern, die von den Paigahs, den zur Heerfolge verpflichteten Vasallen gestellt wurden. Das Familienvermögen wurde von 54 Treuhandgesellschaften verwaltet. Etliche Familienmitglieder prozessierten um die Ausschüttungen.
Der letzte Nizam hatte testamentarisch verfügt, dass seine Juwelen, die in zwei Treuhandgesellschaften (trust) überführt worden waren, erst nach seinem und dem Tod seines Sohnes (respektive 1967 und 1970) verkauft werden dürften. Man bot sie dem indischen Staat an, auf dem Gelände des Chowmahela Palasts sollte ein Museum errichtet werden. Der staatliche Nizam’s Jewellry Trust wurde – nach zähen Verhandlungen und mehreren Gerichtsverfahren – 1995 eingerichtet, ein kleiner Teil der Juwelen versteigert. Die Regierung bezahlte 2,6 Mrd. Rs., ab Juli 1991 mit 6 % verzinst, an den Trust. Die bedeutendsten Stücke, wie der Jacob Diamond lagern in den Tresoren der Reserve Bank of India. Aus dem Trust sollen die Ansprüche der zahlreichen Familienangehörigen (2001: 2740 Personen) der Herrscherfamilie befriedigt werden. Untereinander strengten die Familienmitglieder mehrere Gerichtsverfahren an. Die Juwelen selbst wurden erstmals 1991 im Nationalmuseum von Delhi der Öffentlichkeit präsentiert. Dann wurde eine Dauerausstellung im Salar Jung Museum von Hyderabad eingerichtet.
Die Regierung begann, was von den geplünderten Palästen noch erhalten war, in den letzten Jahren zu renovieren und Museen einzurichten. Der Chowmahalla wurde 2007 der Öffentlichkeit zugänglich gemacht. Im Purani Haveli befindet sich eine nach ihm benannte Schule.

## Ab 1974
Die indische Regierung zahlte den abgesetzten Fürsten letztmals 1973 eine Apanage (privy purse). Asaf Jah, von den konstanten Streitereien und den Aufgaben der Verwaltung aufgerieben, entließ 14.000 Angestellte, ließ die meisten Paläste versiegeln und dem Verfall anheimfallen und verließ das Land. Nach der Scheidung von seiner ersten Frau heiratete er Helen Simmons. Mit ihr zog er sich auf eine Farm im Hinterland von Perth (West-Australien) zurück und widmete sich der Schafzucht. Ihr Tod 1989 - sie starb an erworbener Immunschwäche - gab der australischen Klatschpresse viel Anlass zu Spekulationen. Esra, die auf einer Insel bei Istanbul lebt, söhnte sich mit ihm aus, als sie ihn auf der Hochzeit ihres Sohnes Azmet (Kameramann in Hollywood) in London wiedertraf, und erhielt Vollmacht, die Reste des Vermögens in Hyderabad, wohin sie 2001 zum ersten Mal nach fast 30 Jahren reiste, zu retten.
Bereits 1990 heiratete er eine ehemalige „Miss Turkey“. Von seiner australischen Farm floh er, als die Zwangsvollstreckung drohte. Es waren etwa 130 Gerichtsverfahren gegen ihn anhängig, seine Schulden lagen um £ 3 Mio. Man schloss 2001 einen Vergleich mit den Gläubigern, die aus den Nizam’s Jewellry Trust befriedigt wurden.
Nachdem er sich erneut hatte scheiden lassen, folgte 1995 eine Ehe des 62-jährigen Diabetikers mit einer 22-jährigen Marokkanerin. Diese Ehe wurde im selben Jahr wieder geschieden. Ende 2007 wurde berichtet, dass er mit seiner fünften Frau in einem 2-Zimmer-Apartment in Antalya leben soll. Seine Heimat besuchte er im März 2010.

## Familie
Frauen und Kinder, soweit bekannt:
| Frau                                           | verh.                    | gesch. | †            | Kinder                                       |
| ---------------------------------------------- | ------------------------ | ------ | ------------ | -------------------------------------------- |
| Esra Birgin (* 1938)                           | 1959                     | 1979   |              | Azmet Jah (* 1960) Shehkyer Jah (* 1964)     |
| Helen Simmons (Ayesha Jah) (* 26. August 1948) |                          | –      | 13. Mai 1989 | Azam Jah (* 1979) Mohammad Umar Jah (* 1983) |
| Manolya Onur (* 1954) (Miss Turkey, 1975)      | August 1990, ihre 2. Ehe | 1994   |              | Nilofur Jah (* 27. März 1991)                |
| Jameela Boularous (Marokkanerin)               | 1994? (22-jährig)        | 1995   |              | Zairin (* 1994)                              |
| Orchedi (Türkin)                               | 1995                     |        |              |                                              |